# Nishi-ku (Sapporo)
Pour les articles homonymes, voir Nishi-ku.
Nishi (西区, Nishi-ku) est l'un des dix arrondissements de la ville de Sapporo au Japon. Il est situé à l'ouest de la ville.
En 2015, sa population est de 212 525 habitants pour une superficie de 75,10 km2, ce qui fait une densité de population de 2 830 hab./km2.

## Origine du nom
Nishi-ku signifie littéralement « arrondissement de l'ouest ».

## Transport publics
L'arrondissement est desservi par la ligne de métro Tōzai, ainsi que par la ligne principale Hakodate et la ligne Sasshō de la JR Hokkaido.